# Туркуши
Турку́ши — село в Ардатовском районе Нижегородской области России. Входит в состав Саконского сельсовета.

## Этимология
Название села имеет очевидно эрзянское происхождение, но существует несколько версий его расшифровки: исследователи однозначно определяют второй компонент как кужо — «поляна», а для первого компонента существует несколько трактовок: турк — «поперёк», или тур — «ловушка для птиц», или тур — «жаворонок». 
Существует также основанная на народной этимологии версия, что название дал селу некий проигравшийся в карты барин, который обозвал своего более удачливого соперника «злым турком», так как дело было якобы  во время одной из русско-турецких войн — отсюда якобы жителей села стали называть «туркашами», а само село — Туркушами.

## Географическое положение
Село Туркуши находится на юго-западе Нижегородской области России, к югу от автомобильной дороги Кулебаки — Саконы, на левом берегу реки Лемети. Административный центр муниципального округа Ардатов находится в 14 км к юго-западу от Туркушей. Село соединено асфальтированной дорогой на севере с шоссе Кулебаки — Саконы (расстояние 3 км) и просёлочными дорогами на северо-востоке — с посёлком Гремячево (3 км) и на юге — с селом Измайловкой (4 км). Со всех сторон село окружено смешанными лесами. Высота над уровнем моря около 110 метров.
Село Туркуши, как и вся Нижегородская область, находится в часовой зоне МСК (московское время). Смещение применяемого времени относительно UTC составляет +3:00.

## Административная принадлежность
Село Туркуши входит в состав Саконского сельсовета Ардатовского муниципального округа Нижегородской области Российской Федерации.

## Климат
Село находится в зоне умеренно-континентального климата, который характеризуется холодной продолжительной зимой и тёплым, но достаточно коротким летом. За год выпадает в среднем 450—550 мм осадков, из них 68 % — в виде дождя и 32 % — в виде снега. Среднегодовая относительная влажность воздуха — 76 %. Снежный покров достигает 50 см, а в особо снежные зимы может достигать одного метра и более.
Весна приходит резко, обычно к середине апреля, при этом вплоть до середины мая нередки заморозки. Лето сравнительно короткое и достаточно жаркое — в отдельные годы температура может достигать 36 °C. Шапка лета приходится на июль. В конце весны и лета нередки грозы — их может случаться до 20 за год, почти каждый год выпадает град. Осень приходит в сентябре и стоит до начала ноября, но уже в сентябре нередки заморозки. Зима наступает в начале ноября и продолжается до середины марта. Обычно первый снег выпадает в октябре и держится в течение пяти месяцев, сходит к 10—15 апреля. Почва промерзает на глубину 70—90 см.
Вегетационный период составляет 189 дней, продолжительность безморозного периода — 137 дней.

## Население
| Численность населения | Численность населения | Численность населения | Численность населения | Численность населения | Численность населения | Численность населения | Численность населения | Численность населения | Численность населения | Численность населения |
| 1781                  | 1859                  | 1897                  | 1912                  | 1916                  | 1978                  | 1992                  | 1999                  | 2002                  | 2010                  | 2021                  |
| --------------------- | --------------------- | --------------------- | --------------------- | --------------------- | --------------------- | --------------------- | --------------------- | --------------------- | --------------------- | --------------------- |
| 341                   | ↗565                  | ↗875                  | ↗1119                 | ↗1315                 | ↘1113                 | ↘332                  | ↗598                  | ↗619                  | ↘618                  | ↘524                  |

## Инфраструктура
В селе пять улиц: Береговая, Молодёжная, Почтовая, Солнечная и Школьная.